# Muzeul „Casa Colecțiilor” din Galați
Muzeul „Casa Colecțiilor”, adăpostit de Farmacia Ținc, o clădire monument istoric din Galați, este un muzeu aflat în administrarea Muzeului de Istorie „Paul Păltănea”. Clădirea monument istoric este înscrisă în lista monumentelor istorice la cod LMI GL-II-m-B-03045.
Intrată în conștiința gălățenilor ca Farmacia Ținc, clădirea a fost construită la 1900, având inițial destinația de farmacie și locuință. Ea s-a impus în peisajul arhitectural al orașului Galați - specific începutului de secol XX - prin elemente stilistice definitorii.
Proprietarul, Constantin Ținc,  și-a desfășurat activitatea profesională în Galați, din anul 1887, în cadrul Farmaciei Române, recunoscută pe plan internațional, premiată la expozițiile internaționale de la sfârșitul secolului al XIX-lea și începutul secolului al XX-lea. S-a născut și a urmat studiile gimnaziale la Giurgiu (1857) după care se înscrie la farmacia Friederich Brus din București (1876) obținând diploma de asistent în farmacie. Studiile superioare le urmează la Universitatea din București devenind licențiat în farmacie (1883). În anul 1886 obține concesia pentru orașul Galați. A fost membru al Societății farmaciștilor din țară, precum și al Consiliului de Igienă al orașului. Implicat în mișcarea politică liberală din Galați, a fost de mai multe ori ales consilier comunal și primar al orașului (1898, 1904 - 1905, 1914 -1917), precum și senator de Covurlui (1907 - 1911). A primit titlul de ofițer al ordinului „Coroana României”.
La 5 mai 1899, Constantin Ținc primea din partea Serviciului Technic al Primăriei orașului Galați autorizația de a construi o clădire cu parter și etaj pe strada Traian-Codreanu-Spitalului, care avea să servească drept farmacie. În autorizație se mai menționa că zidăria trebuia executată din mortar de var și nisip. Edificiul, situat la intersecția actualelor străzi Traian, Eroilor și Dr. Carnabel, se dezvoltă pe subsol, parter, etaj și mansardă. Farmacia a funcționat la parter, alături de laborator, în timp ce la nivelele superioare a fost locuința farmacistului și spațiul alocat personalului de serviciu. Oficina sa era una din cele mai bine aranjate, iar preparatele laboratorului său au obținut la Expoziția de Științe din anul 1903 medalia de aur; de asemenea, și la Expoziția Generală din anul 1906. Premii a mai primit și la Expoziția Universală de la Paris în anul 1869 și din partea Academiei Naționale de agricultură, manufactură și comerț în anul 1890. Arhitectura clădirii este de influență vieneză, cu bogate decorații florale realizate în stuc, pe fațadă, îmbinate cu cărămidă aparentă. Aceste decorații florale în stuc se reiau în registrul superior, extrem de ornamentat, la brâul care desparte cele două nivele; ancadramentul ferestrelor și ușa principală sunt flancate de imitații de coloane. Clădirea apare menționată, într-un dosar de arhivă din anul 1908, pe strada Codreanu, numărul 50 și pe strada Traian, numărul 36, proprietar fiind Constantin Ținc.
Ultimul locatar a fost Wolf Stratman până în 1949, anul în care clădirea a intrat în proprietatea statului în urma naționalizării.
Imobilul și-a păstrat destinația de farmacie până în anul 1989, când o expertiză tehnică a dispus evacuarea din motive de siguranță. În perioada 1994 - 2006 clădirea a fost restaurată cu finanțare din partea Ministerului Culturii și Cultelor și a Consiliului Județean Galați. În anul 2002, imobilul a fost transferat de la Consiliul Local Galați în administrarea Consiliului Județean Galați reprezentat prin Muzeul de Istorie „Paul Păltănea”. Tot atunci, se solicită de către Consiliul Județean Galați și se aprobă de către Ministerul Culturii și Cultelor schimbarea destinației monumentului istoric "Farmacia Ținc", din Farmacie în Muzeu.
Muzeul găzduiește expoziții de ambient interior și colecții memoriale, dintre care cele mai importante sunt colecțiile „George Maksay” - furnizor al Curții Regale și fotograf de lux al Galațiului,     și „Smaranda Brăescu” - prima femeie parașutist cu brevet din România, născută în comuna Buciumeni din actualul județ Galați.
Deși nu au trecut nici zece ani de la restaurarea anterioară, începând din 2017 clădirea monument reintră într-un proces de restaurare și amenajare prin POR 2014-2020.  